# Valdelateja
Valdelateja és un poble de la província de Burgos, situat a la comarca de Páramos, en l'actualitat depenent de l'Ajuntament de Valle de Sedano. Conflueix també la Vall del Rudrón. El poble està situat a la Vall del Rudrón i és on el Rudrón desemboca en l'Ebre.

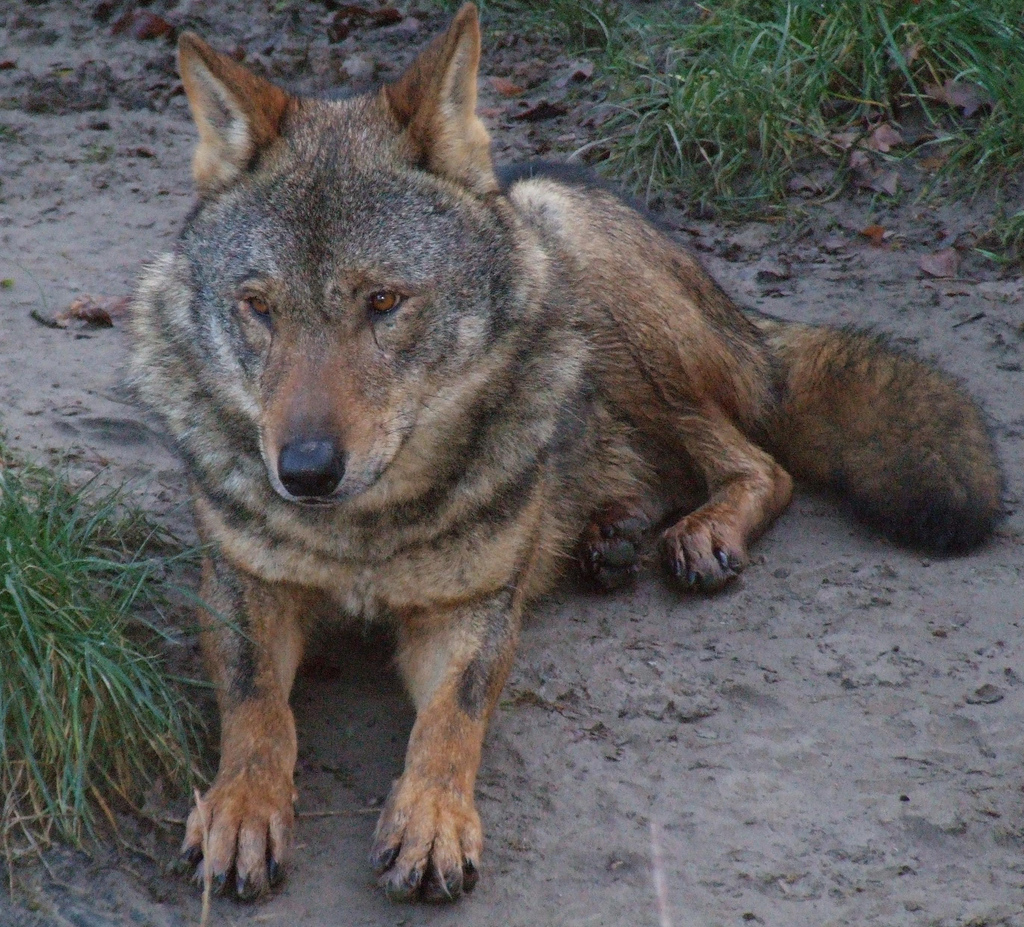
Llop. A la Vall del Rudrón apareix com a nòmada.

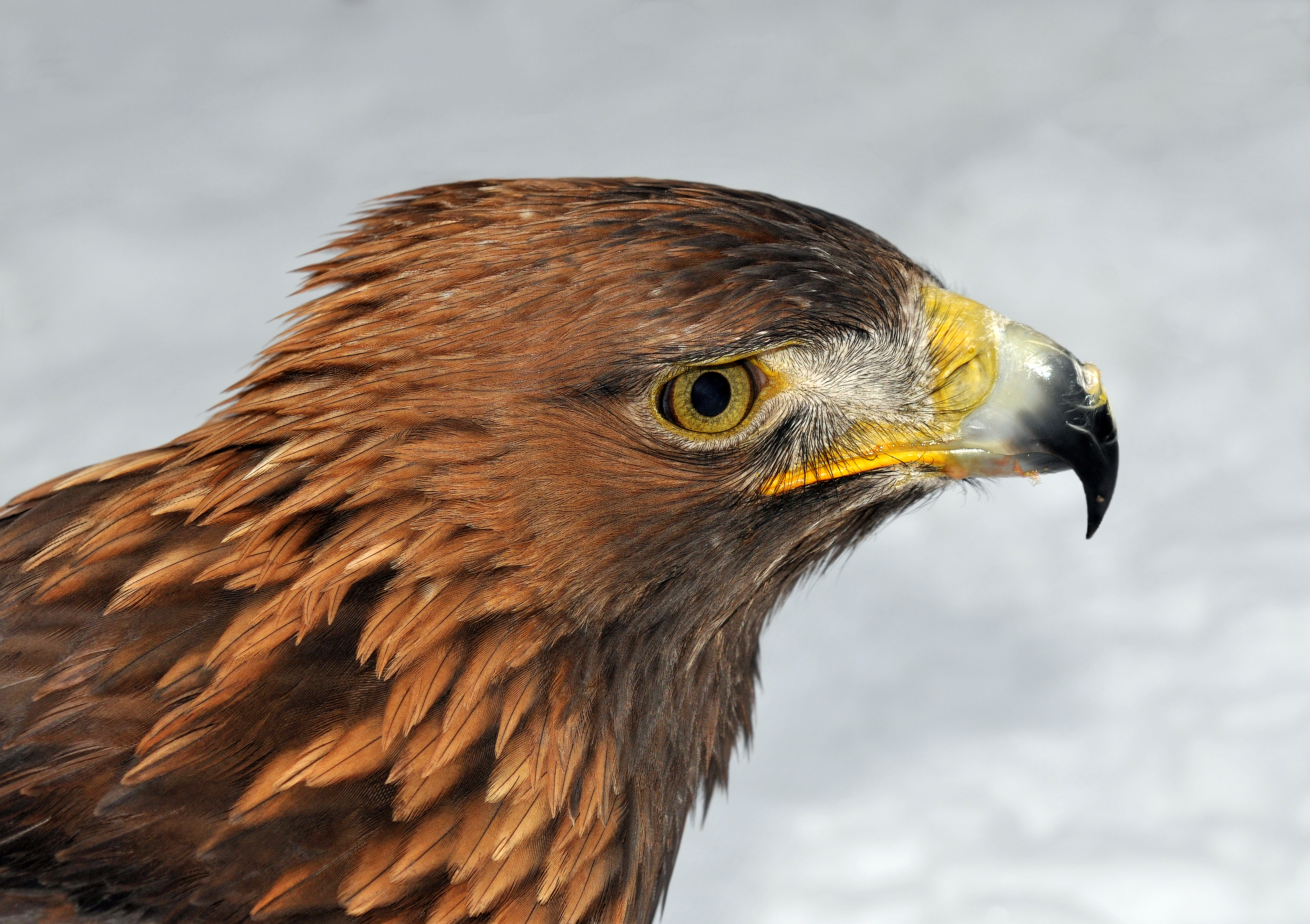
Àguila real. A la Vall del Rudrón era bastant abundant.

S'assenta sobre terrenys del Cretaci Superior encara que amb diferències acusades des d'on se situa el poble, al costat del Rudrón, fins a les zones més elevades com per exemple Siero, on es percep la persistència d'una estructura que ha estat erosionada al seu voltant, circumstància que es va aprofitar per generar aquest nucli de població.
Des de 1884, disposa d'un balneari on les seves aigües medicinals gaudeixen de fama curativa. El 1843 comptava amb 17 llars i 54 habitants. Entre el cens de 1857 i l'anterior, creix el terme del municipi perquè incorpora a Cortiguera i Quintanilla Escalada .
Es troba a l'àrea holártica; en una zona de transició entre el domini bioclimàtic i regió biogeográfica eurosiberiana i mediterrània pel que hi ha espècies pertanyents a ambdues. Tal situació col·loca a aquesta zona en el límit peninsular entre les terres humides amb baix índex d'aridesa i les del sud amb més aridesa i, per tant, amb més perill d'erosió pronunciada.
A Valdelateja desemboca el riu Rudrón en l'Ebre.

## Demografia
| 1842 | 1857 | 1860 | 1877 | 1887 | 1897 | 1900 | 1910 | 1920 | 1930 | 1940 | 1950 | 1960 | 1970 |
| ---- | ---- | ---- | ---- | ---- | ---- | ---- | ---- | ---- | ---- | ---- | ---- | ---- | ---- |
| 54   | 408  | 429  | 378  | 401  | 453  | 463  | 382  | 241  | 209  | 200  | 152  | 106  | 24   |

## Siero

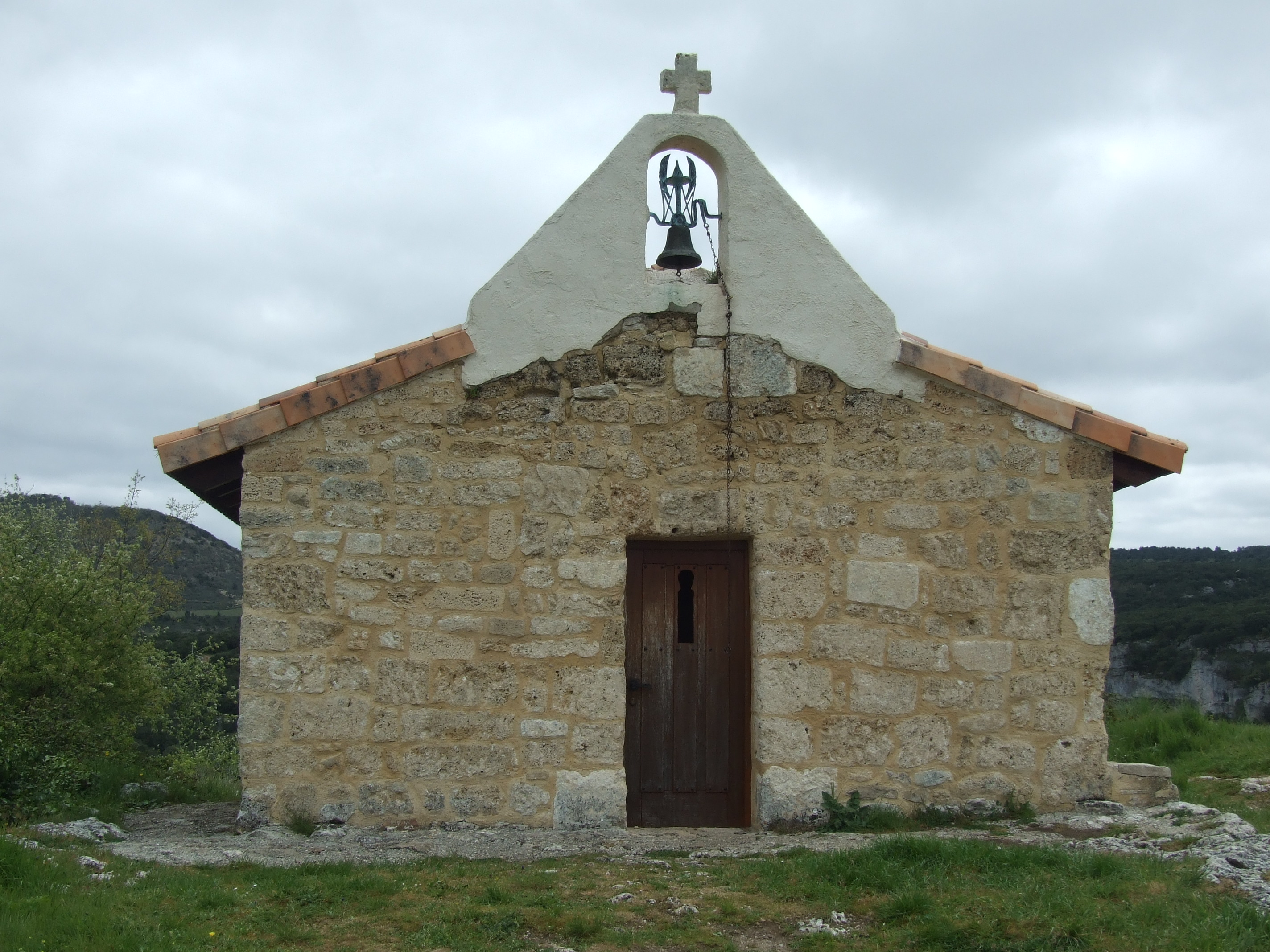
Valdelateja, ermita de Santa Centola i Elena.

Siero és un poble abandonat en 1914, depenent de Valdelateja i on es troba el seu cementiri. Es troben les restes d'una ermita altomedieval sota la advocació de les santes Centola i Elena. Queden en peus dues obertures en forma d'arcs de ferradura i unes pedres llaurades amb decoració vegetal. En una d'elles es pot llegir la inscripció «+FREDENANDVS / ET GVTINA+ / ERA DCCCXX…», que es referiria a l'any 782.